# DAF (banda)
Deutsch Amerikanische Freundschaft (en alemán: Amistad Germano-Americana) o DAF fue un grupo alemán de música electrónica. Formado por el alemán de origen español Gabi Delgado-López (voz, letrista) y Robert Görl (batería, secuenciador, sintetizador y compositor musical).
Su estilo cambió mucho (junto con la composición de la banda) a lo largo de los años, desde el punk industrial que practicaban en sus inicios hasta el estilo de sus últimas producciones, próximo a la música dance.
A pesar de que su éxito comercial no fue amplio, hoy en día son vistos como un grupo de culto. Su influencia sobre la música electrónica ha sido muy grande, particularmente en géneros como el EBM o en ciertas corrientes del techno.

## Discografía

### Álbumes
- 1979: Produkt der Deutsch-Amerikanischen Freundschaft
- 1980: Die Kleinen und die Bösen
- 1981: Alles ist gut
- 1981: Gold und Liebe
- 1982: Für immer
- 1983: Live in Berlin 1980
- 1986: 1st Step to Heaven
- 2003: Fünfzehn neue DAF-Lieder
- 2021: Nur Noch Einer

### Recopilatorios
- 1988: Best of DAF
- 1989: Hitz-Blitz
- 2009: Das Beste von DAF
- 2017: Das ist DAF

### Sencillos
- 1980: Kebabträume / Gewalt
- 1981: Als Wär's Das Letzte Mal / Der Mussolini
- 1981: Der Räuber Und Der Prinz / Rote Lippen
- 1981: Goldenes Spielzeug / Gold Gold Gold
- 1981: Der Räuber Und Der Prinz / Tanz Mit Mir
- 1981: Der Mussolini / Der Räuber Und Der Prinz
- 1982: Der Mussolini (El Mussolini)
- 1982: Sex Unter Wasser / Knochen Auf Knochen
- 1982: Kebab-Träume / Ein Bisschen Krieg
- 1982: Verlieb Dich In Mich / Ein Bisschen Krieg
- 1982: Liebe auf den ersten Blick
- 1982: Verlieb Dich In Mich
- 1985: Brothers
- 1985: Absolute Body Control
- 1986: Voulez-vous coucher avec moi?
- 1986: Pure Joy
- 1987: The Gun
- 1988: Liebe Auf Den Ersten Blick ('88 Remix By Joseph Watt)
- 1989: Verschwende Deine Jugend
- 2003: Der Sheriff (Anti-Amerikanisches Lied)
- 2010: Du bist DAF
- 2017: Der Mussolini (Giorgio Moroder & Denis Naidanow Remix)
- 2017: Boys Noize / Görl & Hell Remix
- 2020: Ich Denk An Dich